# Dmitry Guz
Dmitry Vladimirovich Guz (tiếng Nga: Дми́трий Влади́мирович Гузь; sinh ngày 15 tháng 5 năm 1988) là một cầu thủ bóng đá từ Nga. Anh thi đấu cho FC Tyumen.